# 에어포항
에어포항(영어: Air Pohang)은 대한민국의 소형항공운송사업자였다.

## 개요
대한민국의 소형항공운송사업자로, 포항공항을 거점으로 7월에 운항증명(AOC)을 국토교통부로부터 승인받아 포항~김포 노선 시작으로 2017년 10월부터 운항을 시작할 예정이었지만,처음 계획된 자본금 100억에서 50억을 더 늘려서 경영의 안정화를 기하기로 했는데 10월 17일에 자본금 150억 확보가 완료되어 12월 초에 국토교통부의 운항증명을 받고, 12월 말에 취항하려고 했으나 무산되었다.
한국의 전자회사인 동화전자공업(주)과 중국의 동화서성투자유한공사가 투자하고 동화컨소시엄에서 운영하며, 포항시와 경상북도에서 각 20억원씩을 출자하며 한중합작 형식으로 100억원을 51:49로 투입하였다.
최근 한중관계 악화와 사드 보복으로 인해 무산될 위기에 있으나 소형항공운송사업자의 경우 등록제이므로 AOC만 받으면 되기에 자본만 충분하다면 설립이 가능하다. 결국 사드 보복 여파로 중국에서 투자를 보류하면서 동화컨소시엄에서 100% 출자하는 것으로 바뀌었다.
이미 2월부터 캐나다 봄바디어 항공기술교육기관에서 조종사와 정비사 등을 보내 훈련하고 있는 중이라고 하며 신규 채용 공고를 내보냈다.
10월부터 운행하기로 했으나, 12월로 미뤄지고 2018년 2월 7일 포항∼김포 하루 2차례, 포항∼제주 구간을 하루 2차례 운항한다.
2018년 2월 7일 에어포항이 정식신규취항을 하였다.
2018년 10월 계속되는 경영난에 대주주가 교체되고 에어포항은 12월 1일부터 포항∼김포 노선에 이어 12월 10일부터 포항∼제주 노선 운항을 중단할 예정이다.또한 보유 중인 비행기 2대가 2007년부터 생산이 중단된 CRJ-200 기종으로 정비부품을 공급받는 데 어려움을 겪고 있어 2019년 3월까지 에어버스 A319 3대를 도입해 비행기를 교체를 하려고 했었다.현재 대주주인 베스트에어라인은 에어포항 전 대주주인 동화전자공업주식회사로부터 주식 85%를 사들여 경영권 인수를 마치고 대표이사를 진주원씨로 변경했지만 12월 3일 현재 베스트에어라인측은 3개월 이상 밀린 에어포항 직원들의 임금체불은 여전히 해결하지 않은 채 대부분의 직원을 해고 또는 대기발령조치했다.
결국 2019년 5월 운항증명이 무력화됨에 따라 재운항은 불가능해졌다.

## 역사[2]

### 2010년대

#### 2016년
- 6월: 에어포항 설립을 위한 컨소시엄 구성에 대한 MOA체결
- 12월: 포항시 지역항공사 사업파트너 선정

#### 2017년
- 1월: 에어포항(주) 법인 설립
- 5월 24일: 1호기 도입 (봄바디어 CRJ-200LR, HL8203)[3]

#### 2018년
- 1월 5일: 2호기 도입 (봄바디어 CRJ-200ER, HL8298)
- 2월 3일: 취항기념식 개최
- 2월 7일
  - 포항 - 서울(김포) 신규취항[4]
  - 포항 - 제주 신규취항
- 12월 1일
  - 포항 - 서울(김포) 운항중단
- 12월 10일
  - 포항 - 제주 운항중단

#### 2019년
- 5월: 1호기 송출 (봄바디어 CRJ-200LR, HL8203)
- 5월: 운항증명 효력 상실 판정

### 2020년대

#### 2020년
- 3월: 2호기 송출 (봄바디어 CRJ-200ER, HL8298)

## 과거 운항노선
| 서울/김포 \|\| align=center\|GMP\|\|align=center\|RKSS \|\| 김포 |      | 일 3회 운항, 포항공항 발 |
| 제주 \|\| align=center\|CJU \|\| align=center\|RKPC \|\| 제주    |      | 일 2회 운항, 포항공항 발 |
| 포항 \|\| align=center\|KPO \|\| align=center\|RKTH \|\| 포항    | 허브 |                          |

## 보유 기종
- 에어포항은 폐업 전까지 다음과 같이 보유하고 있었다.